# Turbine Francis

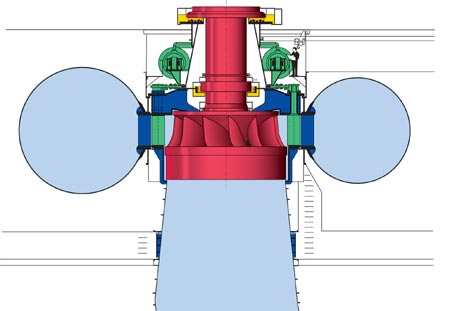
Coupe d'une turbine Francis. Dans la volute en forme de spirale, l'eau pénètre radialement dans la turbine et en sort axialement au centre vers le bas.

Une turbine Francis, du nom de l'ingénieur James Bichens Francis, est une turbine hydraulique de type « à réaction ». Elle est adaptée à des hauteurs de chute moyennes (de 30 à 300 mètres), pour des puissances et débits moyens ou forts (tel le barrage d'Itaipu), à savoir de quelques kilowatts à plusieurs centaines de mégawatts pour des débits de 10 à 700 m3/s.

## Principe de fonctionnement
Une turbine « à réaction », comme celle de James Francis, est une turbine qui extrait d'un fluide l'énergie qu'il contient principalement sous forme de pression (par opposition aux turbines « à action » dans laquelle c'est l'énergie cinétique du fluide qui est extraite principalement). La forme du tube d'alimentation est conçue pour décélérer le fluide, et le faire remonter en pression. Ainsi le fluide entre sous une grande pression et vitesse relativement faible, et transmet son énergie aux pales solidaires du rotor. Une partie de l'énergie est transmise par le fluide sur les pales en raison du changement de pression tandis que le reste de l'énergie est extraite par la spirale qui entoure la turbine. À la sortie, le fluide a une vitesse faible et peu d'énergie.
La turbine Francis est réversible, elle peut fonctionner comme une pompe pour refouler l'eau vers un réservoir en hauteur, elle est donc utilisée dans les stations de pompage-turbinage.

## Caractéristiques

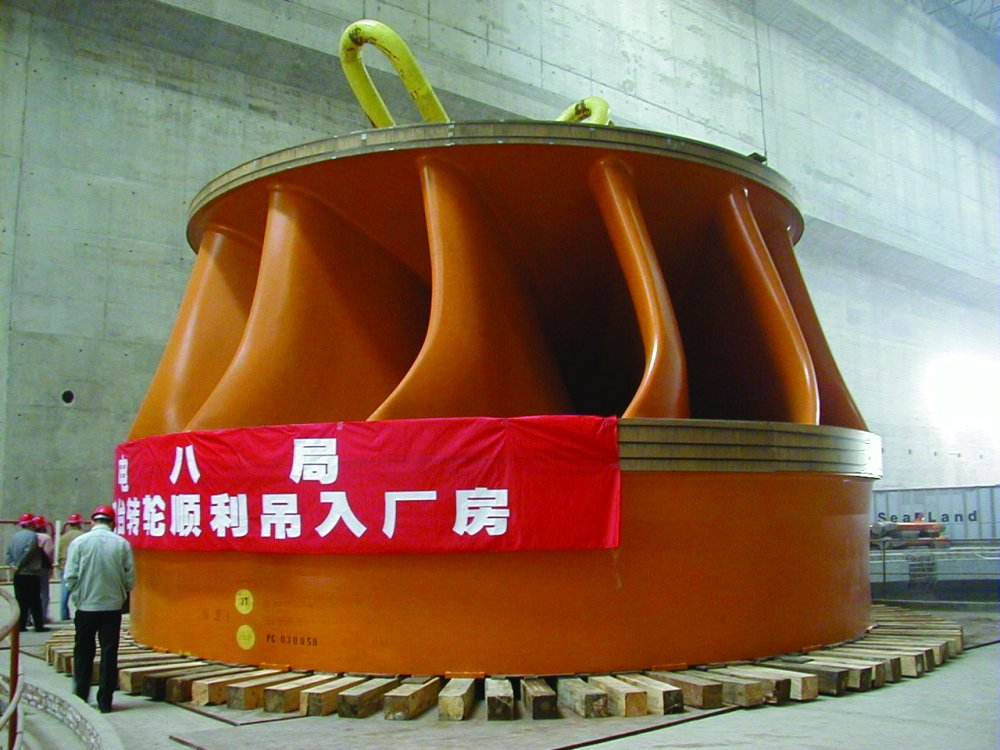
Turbine Francis au barrage des Trois-Gorges, en Chine, construite par Voith.

Les caractéristiques habituelles des turbines Francis sont les suivantes :
- diamètre de la roue : de quelques décimètres à une dizaine de mètres ;
- nombre d'aubes : 11 à 17[Note 2] ;
- vitesse de rotation : de 70 à 3 000 tr/min ;
- rendement énergétique : de 80 à 95 %[3].

Le record de puissance atteinte par une turbine Francis est de 800 MW, pour une turbine fabriquée par Alstom. Ces modèles de turbine, d'un diamètre de 10 mètres et d'un poids de 450 tonnes équipent le barrage des Trois-Gorges, sur le fleuve Yangzi Jiang, en Chine, ainsi que le barrage de Xiangjiaba, sur le même fleuve.

## Histoire
Ce système a été proposé par le Français Jean-Victor Poncelet à la fin des années 1820. En 1826, l'inventeur et industriel français Benoît Fourneyron améliora le système en augmentant le rendement (80 %) par la modification de la circulation de l'eau, en la dirigeant radialement à travers la roue.
Aux États-Unis, en 1838, ce système fut breveté par le nord-américain Samuel B. Howd, puis popularisé par l’anglo-américain James B. Francis, dont il porte le nom. Il installa ses premières turbines en 1848 à l'usine de  Pawtucket Gatehouse (en), à Lowell dans le Massachusetts. Dans les années 1860, cette turbine commença à supplanter la roue hydraulique.
En 1918, la papeterie de Chappes fut équipée d'une turbine Francis de type « Singrün » qui fonctionna jusqu'en 2004. La même année, ce type de turbine fut utilisé sur la centrale des Vernes à Livet-et-Gavet. Cette centrale est aujourd'hui classée monument historique.
Au Canada, il s'agit de la turbine la plus utilisée dans le parc de production d'Hydro-Québec.

Différentes turbines Francis
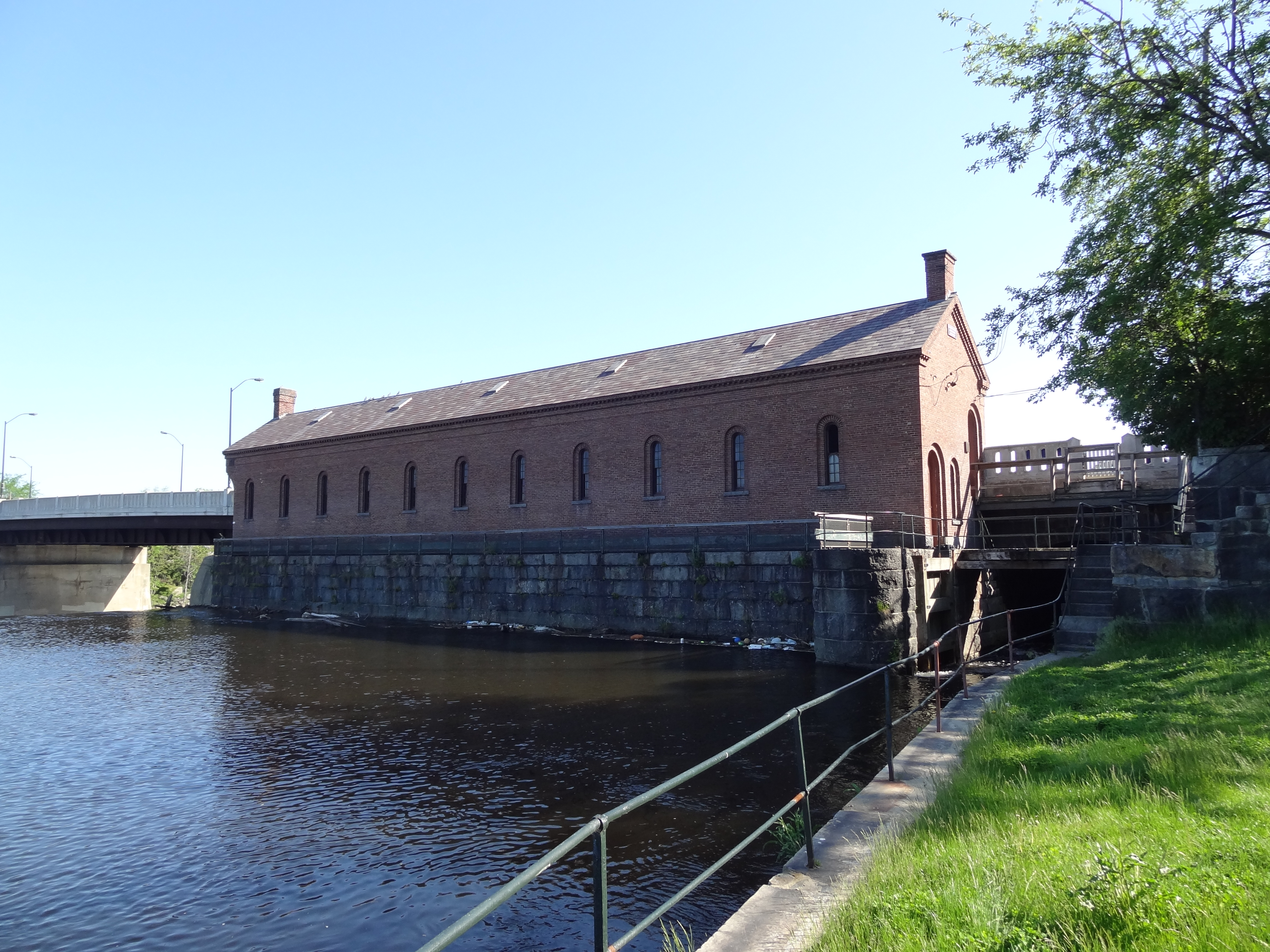
Pawtucket Gatehouse, la première usine à turbines Francis, installée en 1848, par James Bicheno Francis, à Lowell, Massachusetts.
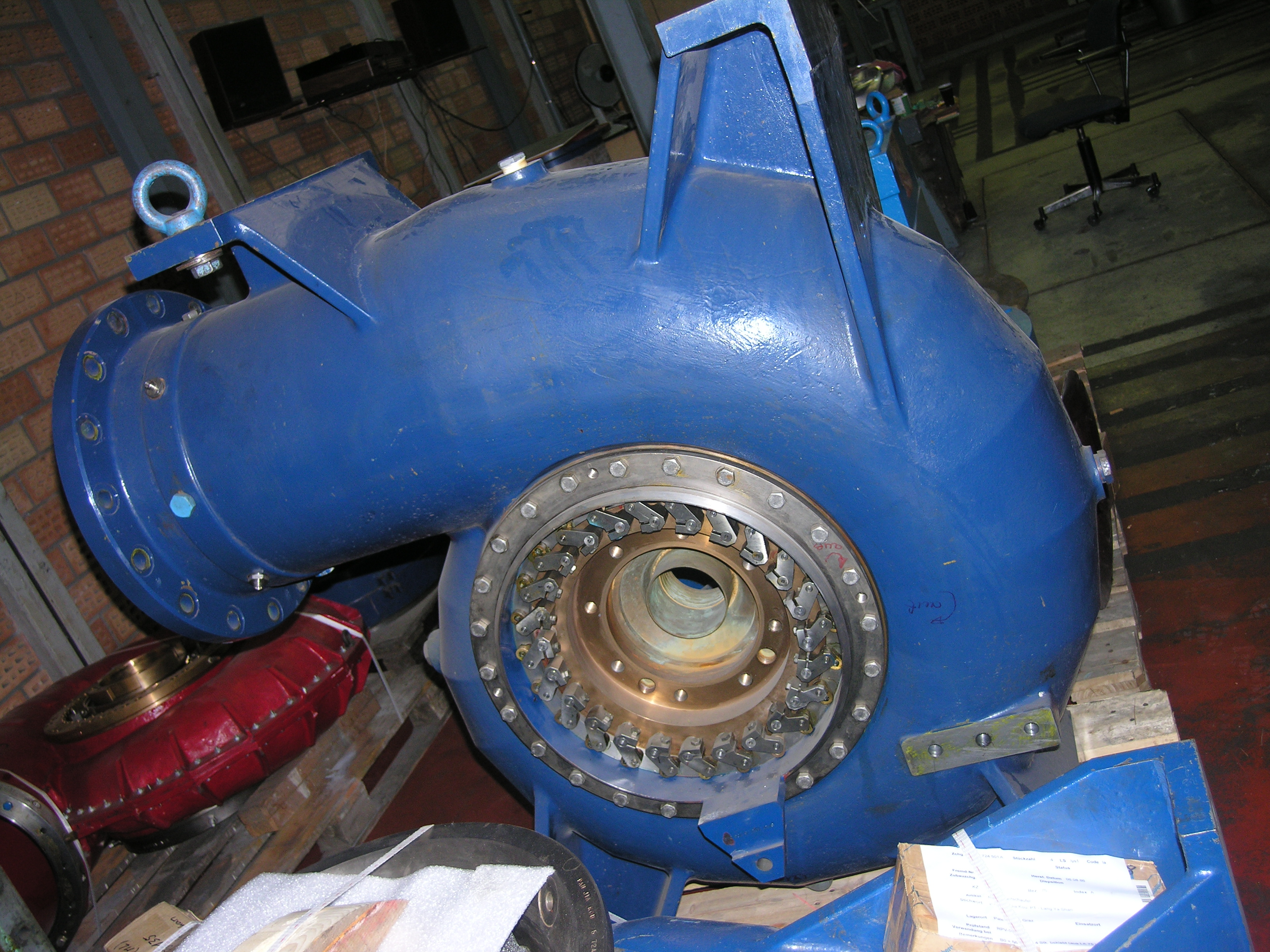
Turbine Francis, de fabrication suisse, à Zurich.
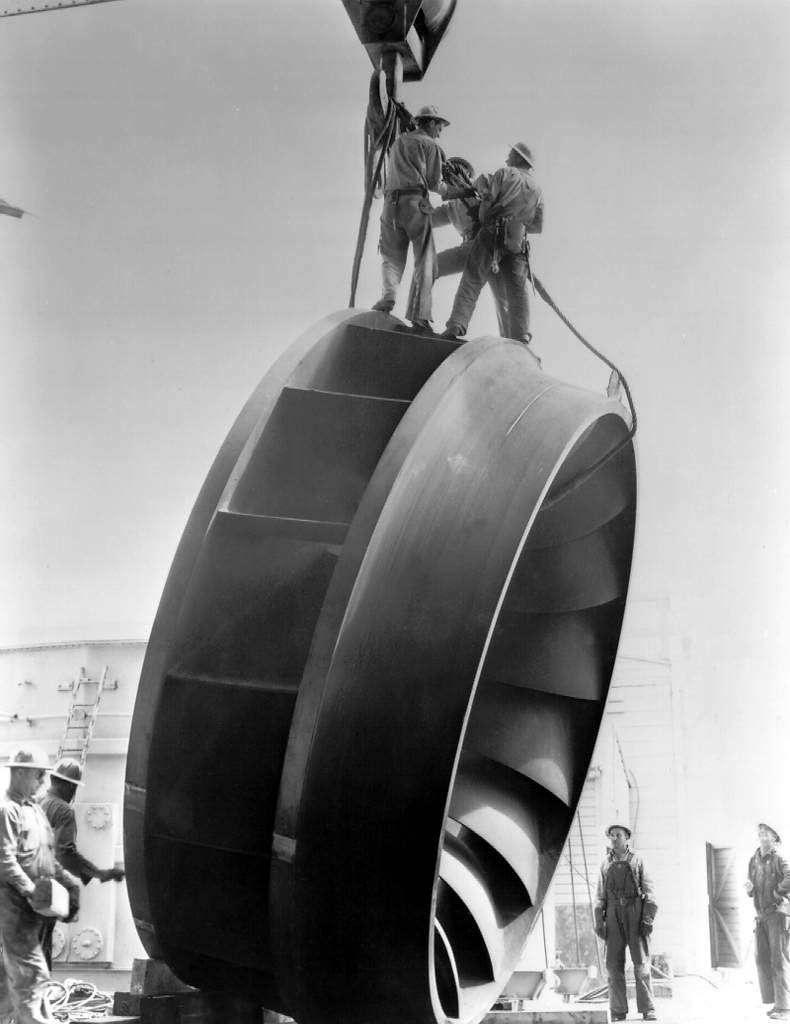
Turbine Francis du barrage de Grand Coulee.
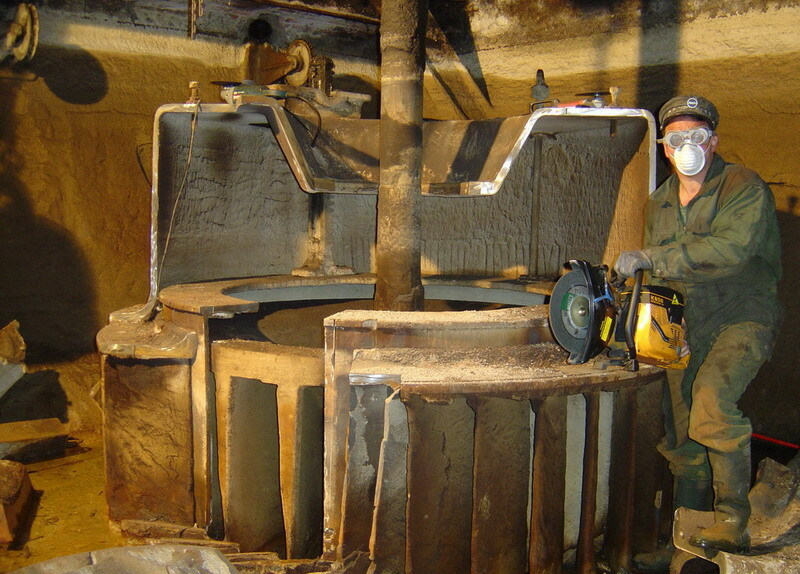
Découpage d'une ancienne turbine Francis, datant de 1918.
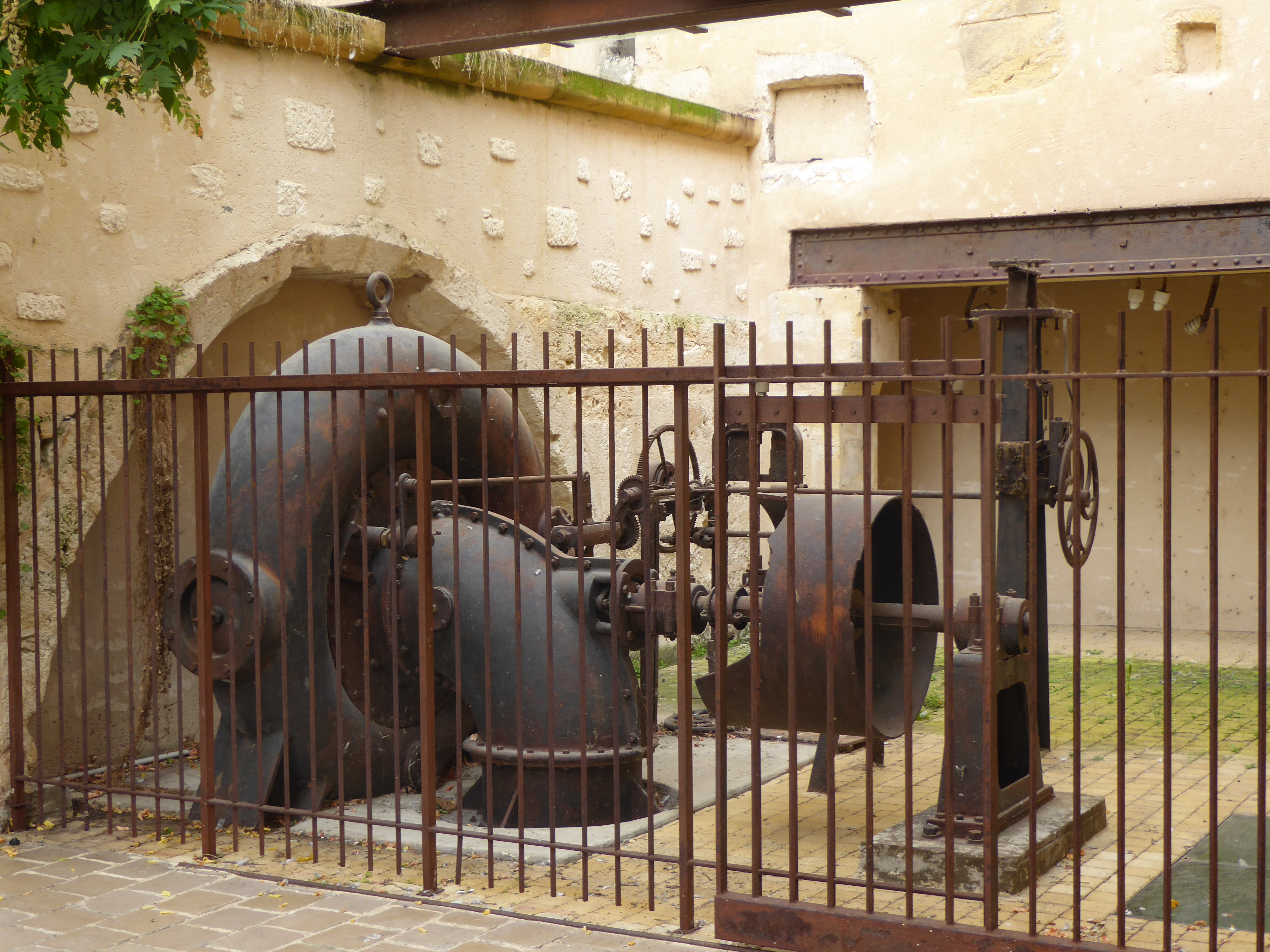
Turbine Francis de la première centrale hydroélectrique de Bergerac mise en service en 1892.

La plus puissante de France se trouve à la centrale du Pouget : turbine Francis de 286 MW accouplée à un alternateur de 275 MVA, sous 444 mètres de chute.

## Contrôle de flux
Le contrôle de flux se fait au niveau du distributeur par l'orientation des ailettes de guide ou directrices (en anglais guide vanes) par rapport aux ailettes fixes ou aubes (en anglais stay vanes) situées sur la roue (en anglais runner). Ce sont des éléments essentiels de la turbine qui permettent de transférer convenablement l'énergie du flux à la roue, tout en évitant l'apparition du phénomène destructeur de cavitation.

Contrôle de flux
Coupe d'une turbine Francis : circulation du fluide, entrée radiale, sortie axiale.
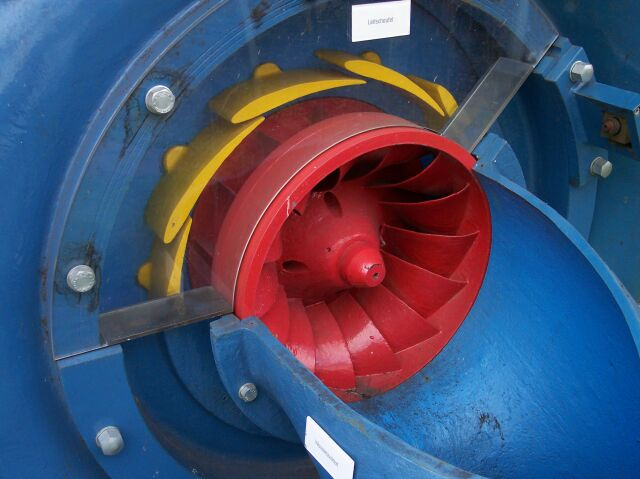
Directrices, en position débit minimum.
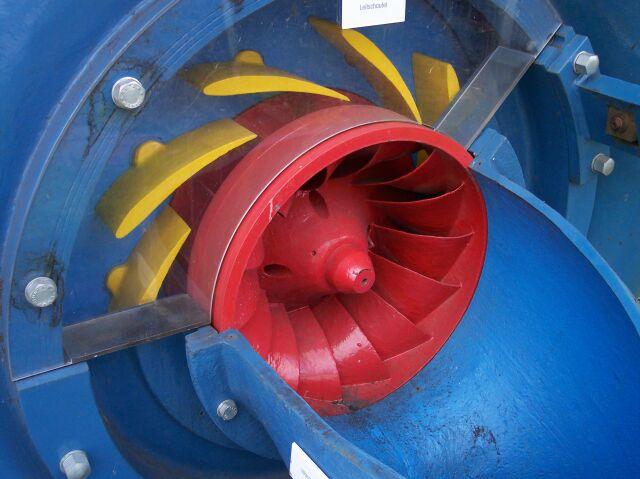
Directrices, en position débit maximum.

## Phénomène de cavitation
Le phénomène de cavitation peut provoquer l'érosion prématurée des aubes au niveau du bord d'attaque. La cavitation provoque une chute du rendement de la turbine, ou de la hauteur absorbée, et l’apparition de vibrations sur la structure mécanique, accompagnées d'un bruit intense. Ce phénomène peut nécessiter l'arrêt de la turbine et de lourds travaux de maintenance et de réparation, engendrant des conséquences économiques importantes (arrêt de la production, frais de maintenance sur site ou de réparation lourde en atelier, etc.).

Turbines Francis érodées par la cavitation
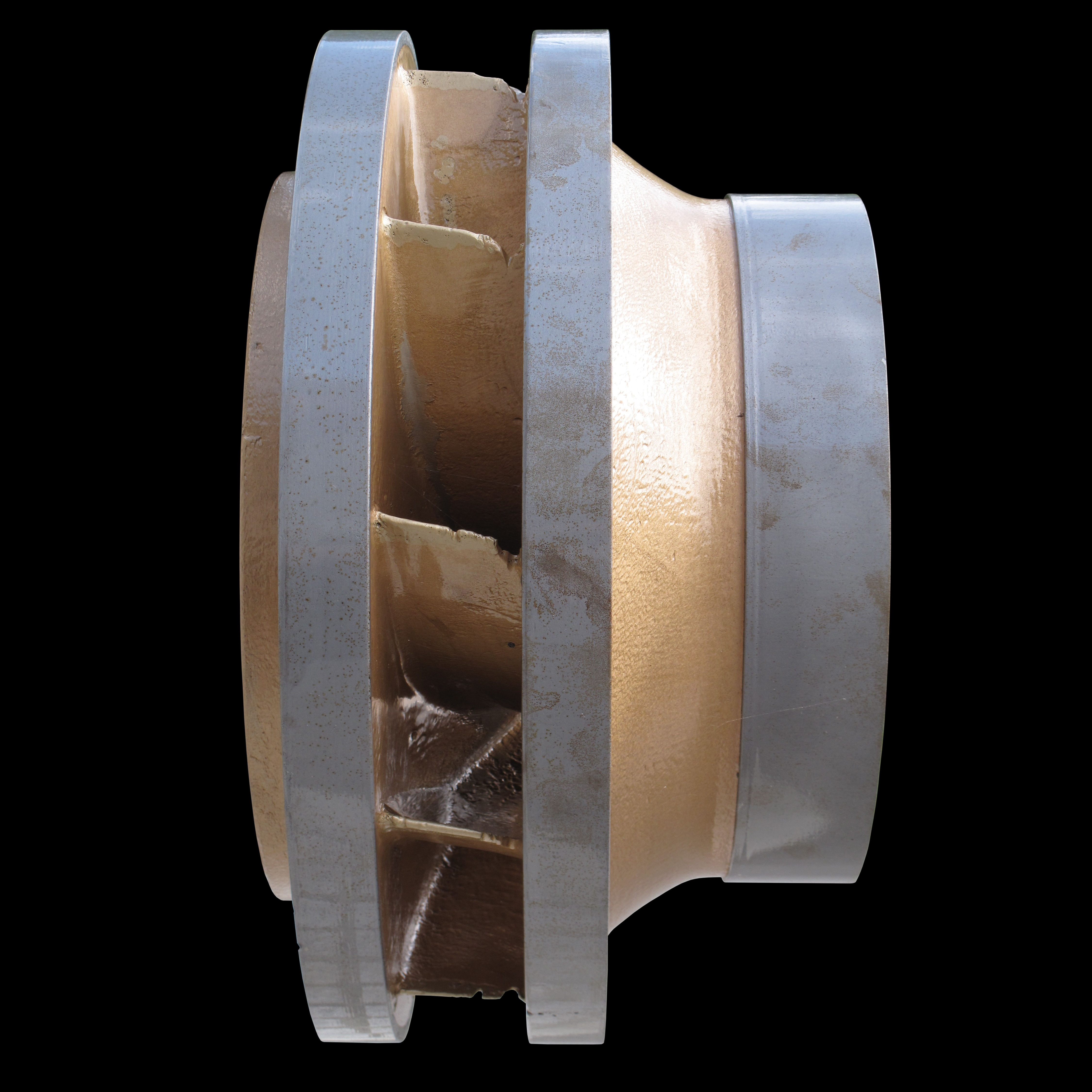
Turbine Francis de 1956, bords d'attaque des aubes érodés par la cavitation.
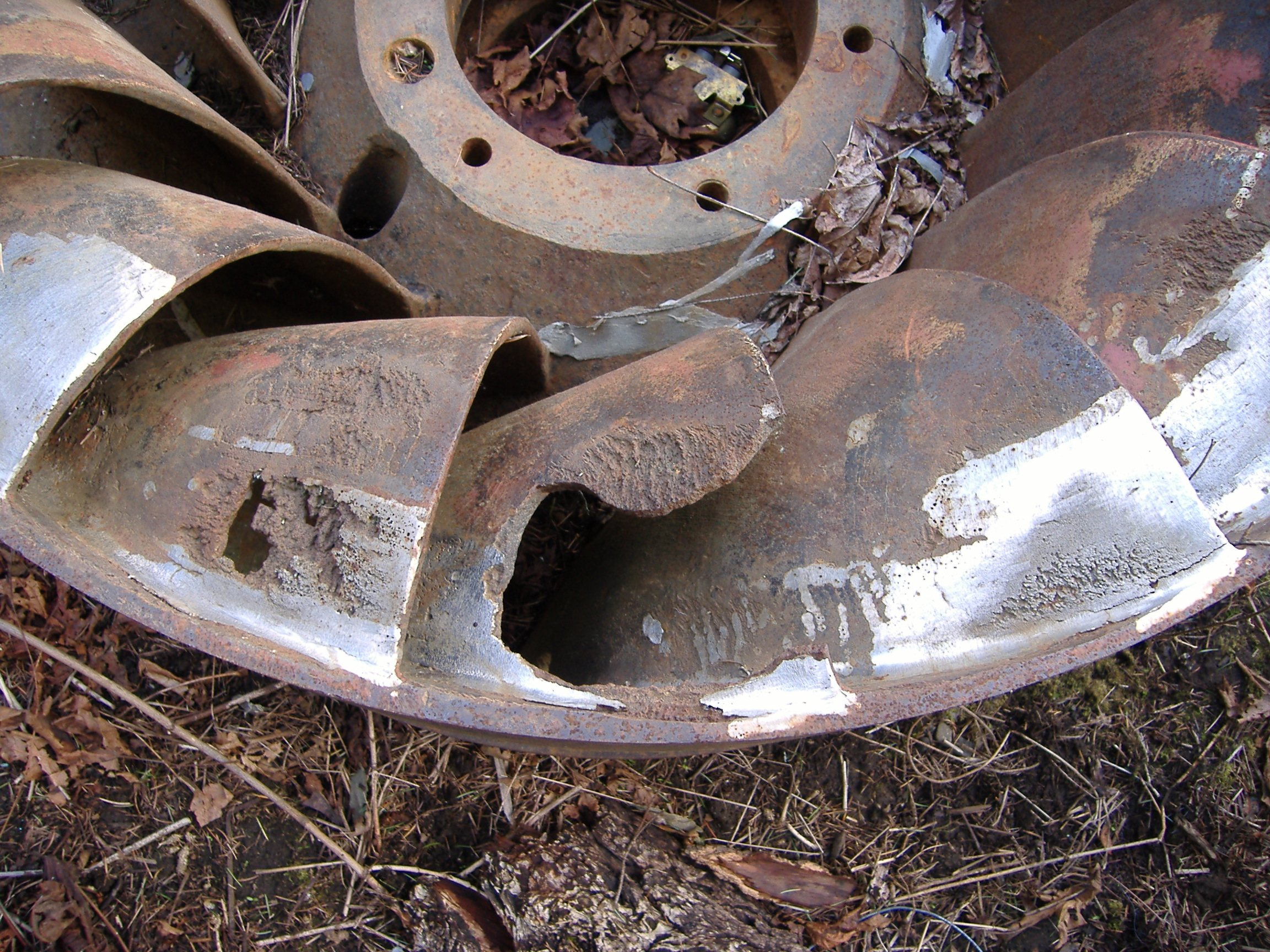
Turbine Francis aux aubes érodées par la cavitation, après de précédentes réparations par apport et soudage d'acier inoxydable.

## Maintenance hydraulique
Les équipements hydrauliques des centrales françaises, concédées par l'état à EDF ou à ses filiales, sont présents dans 447 centrales hydroélectriques. On y trouve en particulier des turbines Francis et leurs composants (rotors, aubes, vannes, robinets, paliers, etc.). Tous les éléments touchant à l'équipement hydraulique de ces centrales sont entretenus et maintenus par une unité interne d'EDF, le Service de Réparation Hydraulique, qui effectue des opérations de rechargement métallique par soudage, de meulage pour remise au profil (en atelier ou sur site), ainsi que des travaux d'usinage.